# Luciano Valentini
Luciano Valentini (Canino, 15 aprile 1864 – Castiglione del Lago, 11 settembre 1927) è stato un politico italiano, sindaco di Perugia dal 1902 al 1919.

## Biografia
Nato a Canino, in provincia di Viterbo, fu uno dei più grandi esponenti dell’aristocrazia perugina. Nel 1890 sposò la contessa Cristina Faina (1866-1955). La famiglia Valentini discende da Luciano Bonaparte, fratello di Napoleone. È pronipote di Maria Alessandrina Bonaparte (1818-1874) che sposò nel 1836 Vincenzo Valentini Conte di Laviano (1808-1858), e Ministro delle Finanze della Repubblica Romana.
Studiò a Perugia dove conseguì la laurea in Giurisprudenza e dove rimase per intraprendere da una parte la carriera legale dall’altra quella politica. Si avvicinò da subito alla compagine dei liberali e nel 1899 venne eletto consigliere del Comune del capoluogo umbro.

### Sindaco di Perugia (1902-1919)
Eletto sindaco nelle votazioni del 1902, è destinato ad essere il sindaco con la più lunga ed ininterrotta permanenza a Palazzo dei Priori, e del predominio liberale nel capoluogo.

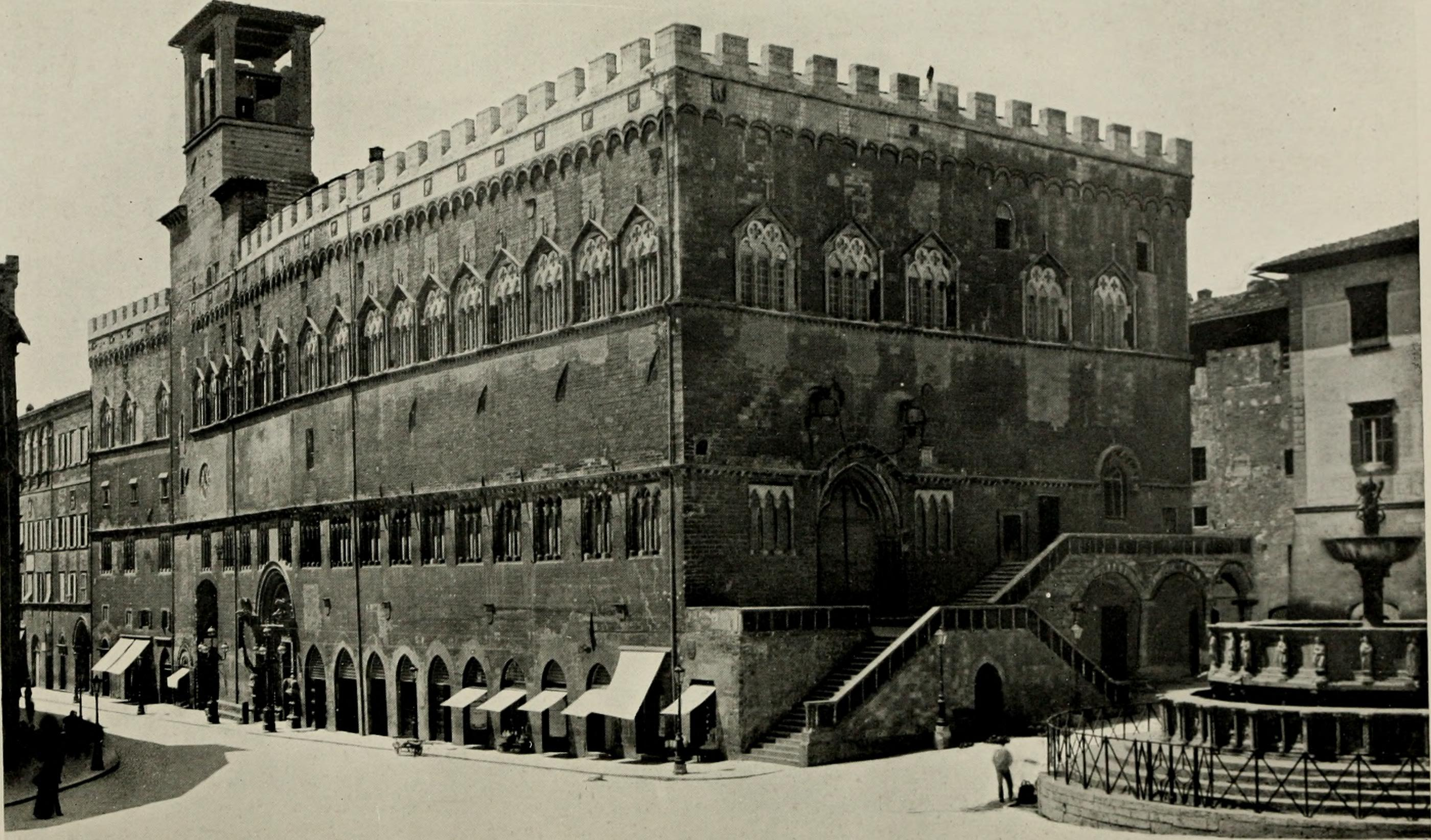
Palazzo dei Priori nel 1904

Il compito più urgente che dovette affrontare fu il risanamento del bilancio. Il suo precedente, Rocchi aveva avviato una serie di cantieri che misero in difficoltà le finanze del Comune. Una commissione di revisori, nel 1903, definì “fallimentare” la situazione economica comunale. L'obiettivo fu quello di non sospendere i lavori pubblici già iniziati, né aumentare in modo eccessivo le tasse per le famiglie.
Riconfermato nelle elezioni successive i liberali di Valentini si imposero con una maggioranza più ampia. Il suo governo liberale fu caratterizzato da un dei periodi più stabili rispetto ai sussulti tipici del recente passato.
Con Valentini venne avviata anche la stagione dei “banchetti”, un modo per socializzare i perugini tra di loro. La festività si svolgeva nei cortili delle grandi ville e dei conventi (San Pietro).  Le solennità più importanti venivano festeggiate davanti a tavole imbandite che radunavano centinaia di perugini accanto ai rappresentanti della città.
Il 29 aprile 1907 aprì la mostra di “Antica Arte Umbra”, la più grande manifestazione culturale. Fu aperta al pubblico fino al 15 novembre sotto la gestione di un comitato che raccolse tutti i tesori della produzione artistica regionale, a testimonianza di un patrimonio di civiltà da molti ignorato, che gli Umbri avevano realizzato nel corso dei secoli.

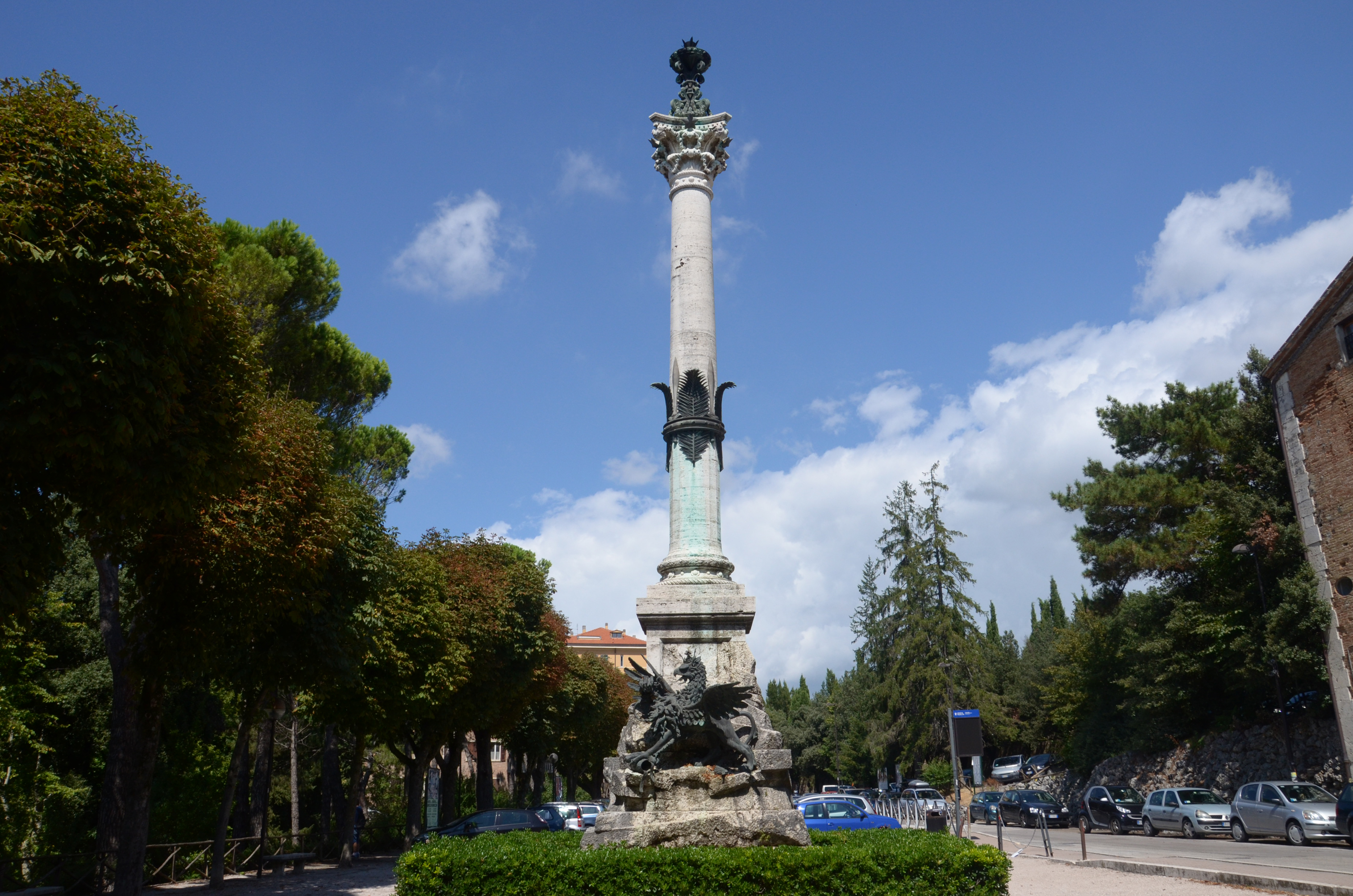
Monumento XX Giugno 1859

Il 14 giugno 1909 inaugurò il monumento al Frontone in memoria del 20 giugno 1859 con un corteo che partì dal centro e si diresse a San Pietro. Al corteo furono presenti i repubblicani, che in segno di disprezzo per la monarchia sfilarono con le bandiere rovesciate, brandendole dalla parte del vessillo. All'epoca il Grifo con la sua zampa poderosa abbrancava una tiara pontificia fatta sostituire nel 1929 da Mussolini con un sasso. Durante il mandato da sindaco Valentini venne eletto anche consigliere provinciale, carica che mantenne dal 1910 al 1914.
Le prime contestazioni che gli furono rivolte avvennero nel dicembre del 1912 dai repubblicani e socialisti, guidati da Miliocchi e Brugnola. Si ripeterono in modo ancor di più il 5 luglio 1919 a causa dei prezzi dei beni primari che erano aumentati e a guidare la protesta c’era il trentenne segretario della Camera del Lavoro, Ettore Franceschini, prossimo sindaco, e il medico montonese Arsenio Brugnola.
Valentini lasciò la guida del Palazzo dei Priori il 14 luglio 1919, per accettare la candidatura alla Camera dei Deputati. Proclamato nel 1921, morì improvvisamente prima della fine del mandato alla Camera dei Deputati, il 15 settembre 1927 mentre era nella sua tenuta a Pozzuolo Umbro.